# Петрадес
Петрадес (грч. Πετράδες) је насељено место у општини Кукуш у периферији Средишња Македонија, Грчка. Према попису из 2021. године било је 20 становника.
Према бугарском географу и историчару, Василу Канчову, у Петрадесу је 1900. године живело 90 Турака. Године 1924. турско становништво је принудно исељено у Турску а на њихово место су насељене грчке избегличке породице из Турске. На попису из 1928. године Петрадес је имао 115 становника. Село се раније звало Сари Доганли.